# Microbiston
Microbiston is een geslacht van vlinders van de familie spanners (Geometridae), uit de onderfamilie Ennominae.

## Soorten
- M. lanaria (Eversmann, 1852)
- M. phaeothorax Wehrli, 1941
- M. turanicus Staudinger, 1899